# Днепр Е187
Днепр-Е187 (укр. Дніпро Е187) — украинский троллейбус, который производился ОАО «Днепропетровский ремонтный завод электротранспорта» и Южмашем с 2008 по 2009 год.
Первый троллейбус «Дніпро» собирали из днепропетровских запчастей на базе ХКП «Горэлектротранс» при участии ХВРЗ в Харькове, после чего машину отправили на испытание в Харьков, а затем в ноябре в Киев. После испытаний троллейбуса в Киеве, ему провели сертификацию и отправили в конце марта 2008 года Киевскую область в город Белую Церковь, где он простоял более, чем полгода, после чего его отправили на завод. После заводской модернизации троллейбус прибыл в Луганскую область в город Северодонецк, где ему присвоили номер № 138.
В дальнейшем троллейбусы на Украину приходили с завода Тролза почти собранными. Досборка происходила на Днепропетровском ремонтном заводе электротранспорта
Днепр-Е187 — пассажирский двухосный троллейбус большой вместимости. Рассчитан на эксплуатацию при температурах окружающего воздуха от −40 °C до +40 °C со среднегодовой относительной влажностью воздуха до 75 % при +15 °C.

## Эксплуатация в городах
| Город         | Количество на сегодня | Парковые номера | Годы эксплуатации |
| ------------- | --------------------- | --------------- | ----------------- |
| Луганск       | 3                     | 103-105         | 2008 — н. в.      |
| Хмельницкий   | 2                     | 007-008         | 2008 — н. в.      |
| Алчевск       | 1                     | 376             | 2008 — н. в.      |
| Белая Церковь | 1                     | 002             | 2008 — н. в.      |
| Северодонецк  | 2                     | 137-138         | 2008 — н. в.      |
| Бахмут        | 1                     | 168             | 2008 — н. в.      |